# 毛利就隆
毛利就隆（日语：／ Mōri Naritaka，1602年10月17日—1679年9月12日）是日本江戶時代初期的大名，周防下松藩、德山藩初代藩主。就隆系毛利家初代。父親是毛利輝元。
受兄長秀就授與偏諱，亦取祖父隆元名中一字，於是以就隆為名。

## 生平
慶長7年9月3日（1602年10月17日）出生，家中次男。元和3年（1617年）被賜予周防都濃郡3萬石，後來加增至4萬5千石，成為下松藩初代藩主。因為是輝元的么子，自幼被放縱地養育，性格自由奔放且愛好奢侈。因為與最初的正室離婚，於是與秀元的長府藩關係險惡。
後來因為恥於讓負擔加諸領民，於是以殖産興業和開發新田來增加税收，特別專注於米、鹽、紙的生産，這種政策被稱為「三白政策」。後來把本據從下松移至野上（改稱為「德山」，即現今周南市）。另一方面，受困於手傳普請而求助兄長秀就，卻被以財政困難為由拒之，此後直到德山藩被改易為止，一直與本家不和。
在延寶7年（1679年）於江戶三田的藩邸死去，繼承人是五男元賢。法號是發性院殿忽生本然大居士。墓所在山口縣周南市舞車的聚福山大成寺。在周南市的德山城（德山陣屋）祐綏神社中，被當作祭神而被祭祀著。
在上野寬永寺中，有就隆寄進的燈籠，現今仍存在。